# Cinquenta maiores diretores e seus 100 melhores filmes (Entertainment Weekly)

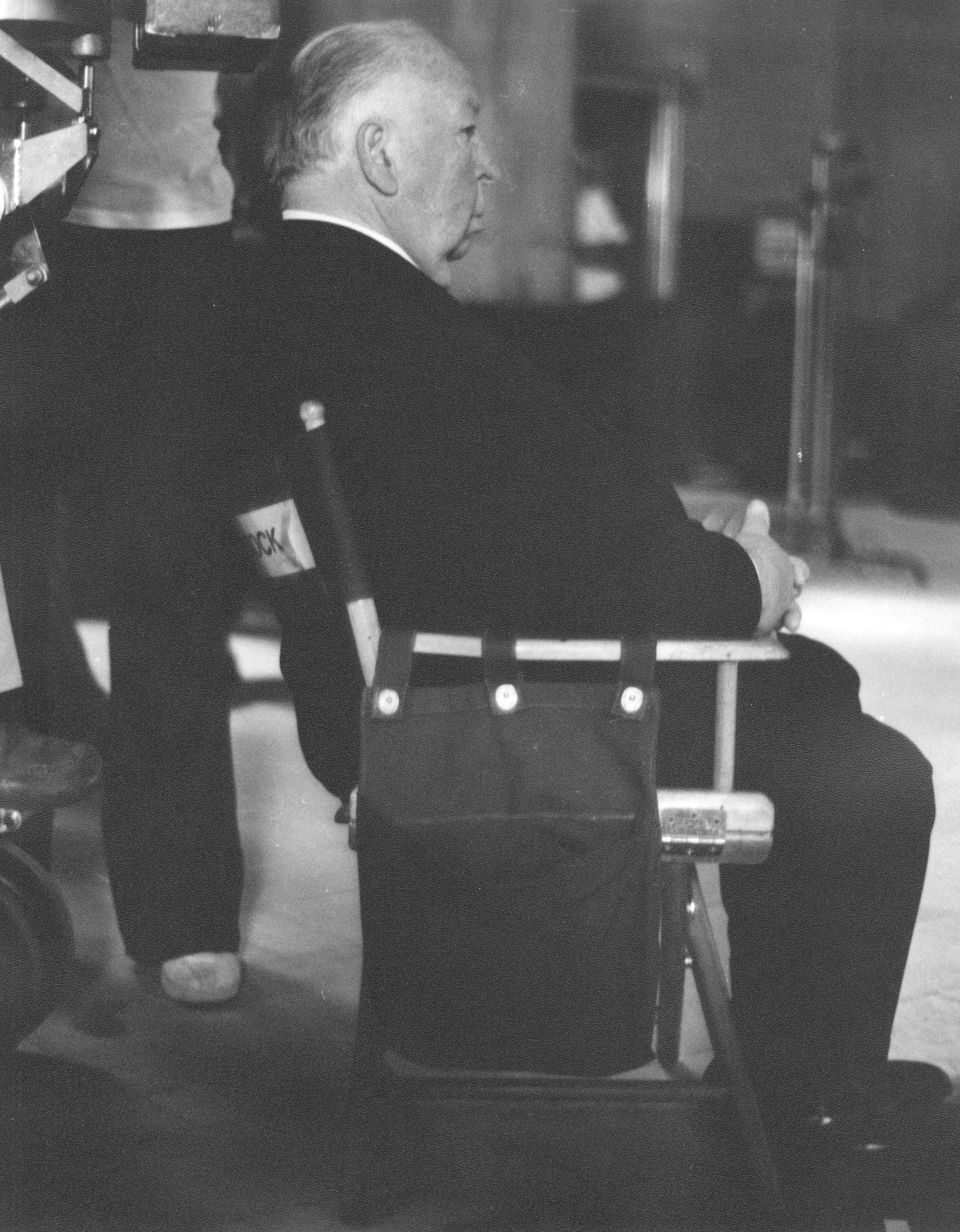
O cineasta britânico Alfred Hitchcock foi eleito o maior diretor da história do cinema pela Entertainment Weekly.

Em 1996, no centenário do cinema, a revista estadunidense Entertainment Weekly publicou a lista dos 50 maiores cineastas de todos os tempos e dois filmes obrigatórios de cada um. De acordo com a publicação, o critério seria: "um corpo consistente de trabalho ou um punhado de ótimos filmes; uma visão convincente; um estilo inovador; acima de tudo, um selo pessoal que abrange filmes, gêneros e décadas. Tentamos equilibrar o time da casa contra diretores de outros países e gênios do passado contra prodígios presentes. Se a lista é gritantemente composta por homens brancos - um fato inevitável da história do cinema - é porque ainda é muito cedo para refletir as diferentes vozes que começam a ser ouvidas".

## A lista
| Pos. | Nome                 | Nome | Filmes                                                               |
| ---- | -------------------- | ---- | -------------------------------------------------------------------- |
| 1    | Alfred Hitchcock     |      | Pacto Sinistro (1951) Janela Indiscreta (1955)                       |
| 2    | Orson Welles         |      | Cidadão Kane (1941) A Marca da Maldade (1958)                        |
| 3    | John Ford            |      | No Tempo das Diligências (1939) Rastros de Ódio (1956)               |
| 4    | Howard Hawks         |      | Levada da Breca (1938) Onde Começa o Inferno (1959)                  |
| 5    | Martin Scorsese      |      | Taxi Driver (1976) Touro Indomável (1980)                            |
| 6    | Akira Kurosawa       |      | Rashomon (1950) Os Sete Samurais (1954)                              |
| 7    | Buster Keaton        |      | Sherlock Jr. (1924) O Navegador (1924)                               |
| 8    | Ingmar Bergman       |      | O Sétimo Selo (1957) Quando Duas Mulheres Pecam (1966)               |
| 9    | Frank Capra          |      | A Mulher Faz o Homem (1939) A Felicidade Não Se Compra (1946)        |
| 10   | Federico Fellini     |      | A Doce Vida (1960) Amarcord (1973)                                   |
| 11   | Steven Spielberg     |      | Tubarão (1975) E.T.: O Extraterrestre (1982)                         |
| 12   | Jean Renoir          |      | Um Dia no Campo (1936) A Regra do Jogo (1939)                        |
| 13   | John Huston          |      | O Falcão Maltês (1941) O Homem Que Queria Ser Rei (1975)             |
| 14   | Luis Buñuel          |      | A Idade do Ouro (1930) O Discreto Charme da Burguesia (1972)         |
| 15   | D. W. Griffith       |      | O Nascimento de Uma Nação (1915) Way Down East (1920)                |
| 16   | Ernst Lubitsch       |      | A Loja da Esquina (1940) Ser ou Não Ser (1942)                       |
| 17   | Robert Altman        |      | Nashville (1975) O Jogador (1992)                                    |
| 18   | George Cukor         |      | Núpcias de Escândalo (1940) Nasce uma Estrela (1954)                 |
| 19   | Woody Allen          |      | Noivo Neurótico, Noiva Nervosa (1977) Crimes e Pecados (1989)        |
| 20   | Vincente Minnelli    |      | O Ponteiro da Saudade (1945) Sinfonia de Paris (1951)                |
| 21   | Francis Ford Coppola |      | Trilogia O Poderoso Chefão (1972-1990) Apocalypse Now (1979)         |
| 22   | Michael Powell       |      | Sei Onde Fica o Paraíso (1945) A Tortura do Medo (1948)              |
| 23   | Stanley Kubrick      |      | Dr. Fantástico (1964) Laranja Mecânica (1971)                        |
| 24   | Billy Wilder         |      | Crepúsculo dos Deuses (1950) Quanto Mais Quente Melhor (1959)        |
| 25   | Satyajit Ray         |      | Pather Panchali (1955) O Mundo de Apu (1959)                         |
| 26   | Roman Polanski       |      | Repulsa ao Sexo (1965) Chinatown (1974)                              |
| 27   | François Truffaut    |      | Os Incompreendidos (1959) Uma Mulher para Dois (1962)                |
| 28   | Preston Sturges      |      | As Três Noites de Eva (1941) Odeio-te Meu Amor (1948)                |
| 29   | Sergei Eisenstein    |      | O Encouraçado Potemkin (1925) Alexander Nevsky (1938)                |
| 30   | Fritz Lang           |      | M, o Vampiro de Dusseldorf (1931) Os Corruptos (1953)                |
| 31   | Jean-Luc Godard      |      | Acossado (1960) O Bando à Parte (1964)                               |
| 32   | Sam Peckinpah        |      | Pistoleiros do Entardecer (1962) Meu Ódio Será Tua Herança (1969)    |
| 33   | F.W. Murnau          |      | Nosferatu (1922) Aurora (1927)                                       |
| 34   | David Lean           |      | Desencanto (1945) Lawrence da Arábia (1962)                          |
| 35   | Werner Herzog        |      | Aguirre, a Cólera dos Deuses (1972) O Enigma de Kaspar Hauser (1974) |
| 36   | Nicholas Ray         |      | No Silêncio da Noite (1950) Juventude Transviada (1955)              |
| 37   | Josef von Sternberg  |      | O Expresso de Xangai (1932) A Imperatriz Vermelha (1934)             |
| 38   | Douglas Sirk         |      | Sublime Obsessão (1954) Palavras ao Vento (1956)                     |
| 39   | Max Ophüls           |      | Desejos Proibidos (1953) Lola Montès (1955)                          |
| 40   | Louis Malle          |      | Atlantic City (1980) Adeus, Meninos (1987)                           |
| 41   | Sergio Leone         |      | Três Homens em Conflito (1966) Era uma Vez no Oeste (1968)           |
| 42   | Sidney Lumet         |      | Um Dia de Cão (1975) O Veredicto (1982)                              |
| 43   | Oliver Stone         |      | Platoon (1986) JFK: A Pergunta que Não Quer Calar (1991)             |
| 44   | Bernardo Bertolucci  |      | O Conformista (1970) Último Tango em Paris (1972)                    |
| 45   | Jonathan Demme       |      | Melvin e Howard (1980) O Silêncio dos Inocentes (1991)               |
| 46   | Jacques Tati         |      | Meu Tio (1958) Playtime - Tempo de Diversão (1967)                   |
| 47   | Otto Preminger       |      | Laura (1944) Tempestade Sobre Washington (1962)                      |
| 48   | Spike Lee            |      | Faça a Coisa Certa (1989) Irmãos de Sangue (1995)                    |
| 49   | Tim Burton           |      | Os Fantasmas se Divertem (1988) Edward Mãos de Tesoura (1990)        |
| 50   | Jerry Lewis          |      | Mensageiro Trapalhão (1960) O Professor Aloprado (1963)              |